# Barry Goldwater
Barry Goldwater (Phoenix, 1909. január 2. – Paradise Valley, 1998. május 29.) az Amerikai Egyesült Államok szenátora (Arizona, 1953–1965 és 1969–1987). Az 1964-es elnökválasztáson a Republikánus Párt az USA elnökének  jelölte, de súlyos vereséget szenvedett a demokrata párti Lyndon B. Johnsontól.